# Pavel Ponomarjov
Pavel Ponomarjov (ryska: Павел Пономарёв), född 30 januari 1980 i Leningrad, Sovjetunionen, är en rysk musiker, sångare och skådespelare, som sedan 1981 bor i Estland.

## Filmografi
- 1992 – Andryusha
- 2002 – Lilja 4-ever